# مارك كيني كارول
مارك كيني كارول (بالإنجليزية: Mark Kenny Carroll)‏ هو كاهن كاثوليكي أمريكي، ولد في 19 نوفمبر 1896 في سانت لويس في الولايات المتحدة، وتوفي في 12 يناير 1985.